# Jan Marten Praamsma
Jan Marten Praamsma (Bolsward, 2 juli 1896 – 10 augustus 1959) was een Nederlands politicus van de ARP.
Hij werd geboren als zoon van Sjerp Praamsma (1868-1940) en Baukje Wielinga (1865-1948). Zijn vader was eigenaar van een meubelfabriek, wethouder en later burgemeester van Bolsward. Zelf heeft hij mulo gedaan voor hij het zakenleven inging. In 1920 werd de leiding van het bedrijf in hoofdzaak overgedaan aan de zonen en werd hij firmant bij de firma S.J. Praamsma en Zonen. Hij ging in 1924 bij dat bedrijf leiding geven aan een nieuwe afdeling in Leeuwarden. Het bedrijf werd in 1934 ontbonden en Praamsma nam de detailzaken in Leeuwarden en Bolsward op zich. In 1935 kwam hij voor de ARP in de gemeenteraad van Leeuwarden en in 1939 werd hij herkozen. Tijdens de Tweede Wereldoorlog zat hij bij het verzet. Na die oorlog keerde hij terug in de Leeuwardense gemeenteraad en hij was daar ook korte tijd wethouder. Vanaf 1 februari 1946 was Praamsma de burgemeester van Kollumerland en Nieuwkruisland.
Tijdens dat burgemeesterschap overleed hij in 1959 op 61-jarige leeftijd.